# 我的最愛 (電影)
《我的最愛》（英語：L for Love, L for Lies）是一部由葉念琛執導的香港電影，金牌娛樂出品，方力申、鄧麗欣、楊愛瑾、胡清藍、唐寧及曾愷玹等領銜主演。於2008年3月13日於香港上映。本片是葉念琛執導的《愛情四部曲》的第三部，故事上與《愛情四部曲》的第一部《獨家試愛》及第二部的《十分愛》並無關聯，只是演員都沿用方力申和鄧麗欣。
根據《電影檢查條例》，本片列為青少年及兒童不宜（IIB）。

## 故事大綱
|                        | 情場如戰場 要愛就要搶 |
| ——《我的最愛》宣傳海報 |                       |

## 演職人員
- 出品人：黃柏高
- 導演：葉念琛
- 領銜主演：方力申、鄧麗欣、楊愛瑾、胡清藍、唐　寧、黃嘉樂
- 特別介紹：曾愷玹
- 友情演出：鐘嘉欣、森　美、朱咪咪、王祖藍、蝦　頭
- 其他演員：梁祖堯、陳國邦、惠英紅、蔣志光
- 友情客串：唐詩詠、徐淑敏、吳　京
- 特別客串：蘇永康
- 行政總監：田啟文
- 監製：黃柏高

## 角色

### 阿強相關
| 演員   | 角色    | 關係/暱稱 |
| 方力申 | 阿 強   | 假名：Henry、Owen、Mark 老千 阿寶假男友 喜歡阿寶 阿瓊、阿欣、Tiffany前男友 阿輝師父 最後因插到牆上的釘以致失血過多死去 |
| 鍾嘉欣 | 阿 欣   | 阿強前女友 曾被阿強欺騙                                                                                                |
| 徐淑敏 | Tiffany | 阿強前女友 琪琪表妹 |
| 森 美  | 阿 輝   | 皇細橘（假名） 阿強徒弟                                                                                                |
| 梁祖堯 | 阿 雷   | 阿強前好兄弟 出賣阿強令他被打死                                                                                        |

### 阿寶相關
| 演員   | 角色    | 關係/暱稱 |
| 鄧麗欣 | 鄺美寶  | 阿寶 「寶寶甜品」老闆娘 阿強假女友、喜歡阿強 阿俊女友，曾分手，後為未婚妻 琪琪前好友、情敵 阿蚊好朋友、最後一起發現阿俊同時為兩人的男友 |
| 黃嘉樂 | 阿 俊   | 「寶寶甜品」老闆 阿寶男友，曾分手，後為未婚夫 琪琪前男友 阿蚊後期男友                                                                   |
| 曾愷玹 | 琪 琪   | 阿寶前好友、情敵 阿俊前女友 Michael前女友 Tiffany表姐                                                                                   |
| 蔣志光 | 阿寶父  | 阿寶之父 |
| 惠英紅 | 阿寶母  | 阿寶之母 |
| 蝦 頭  | 阿 瓊   | 阿寶上司 Henry（阿強）前女友 |
| 關之彤 | 表 姐   | 「寶寶甜品」常客 |
| 吳 京  | Michael | 琪琪前男友 |

### 阿蚊、阿敏、阿風相關
| 演員   | 角色   | 關係/暱稱                                              |
| 唐 寧  | 阿 蚊  | 酒吧員工 阿風、Alex前女友 阿俊後期外遇 阿寶、May好朋友 |
| 胡清藍 | 阿 風  | 時裝店店主 阿蚊前男友 阿敏後備情人                     |
| 楊愛瑾 | 阿 敏  | 時裝店店主 李家偉女友、後妻子 阿風後備情人             |
| 唐詩詠 | May    | 酒吧常客 Alex前女友 阿蚊好朋友                         |
| 陳國邦 | 李家偉 | 阿敏男友、後丈夫                                       |
| 陳智燊 | Alex   | 阿蚊、May前男友                                        |

### 其他演員
| 演員   | 角色    | 關係/暱稱        |
| 王祖藍 | 藍威寶  | 「實力財務」職員 |
| 朱咪咪 | Janet母 | Janet之母        |
| 蘇永康 | 路 人   | 特別客串         |
| 梁祖堯 | 阿 雷   | 黑社會           |
| 徐志雄 | 老 闆   | 大排檔           |
| 蕭炳林 | 檔 主   | 雞蛋仔           |

## 歌曲
- 主題曲：
  - 〈我的最愛〉 - 方力申、鄧麗欣
- 片尾曲：
  - 〈認命〉 - 方力申
- 插曲：
  - 〈候補情人〉 - 胡清藍
  - 〈我願等〉 - 蘇永康
  - 〈紅地氈〉 - 側田
  - 〈分手要狠〉 - 吳雨霏

## 相關電影
- 《獨家試愛》（2006）
- 《十分愛》（2007）
- 《紀念日》 （2015）

## 外部連結
- 頭條網介紹網站 （页面存档备份，存于）
- stephy訪問聲及video （页面存档备份，存于）
- alex訪問聲及video （页面存档备份，存于）
- 開眼電影網上《我的最愛》的資料（繁體中文）
- 豆瓣电影上《我的最愛》的資料 （简体中文）
- 时光网上《我的最愛》的資料（简体中文）
- AllMovie上《我的最愛》的资料（英文）
- 爛番茄上《我的最愛》的資料（英文）
- 香港影庫上《我的最愛》的資料（繁體中文）
- 互联网电影数据库（IMDb）上《我的最愛》的资料（英文）
- 梁祖堯的Blog - PUMPKINJOJO 巨嫂之迷 （页面存档备份，存于）